# Basimah
Basimah (tiếng Ả Rập: بسيمة) là một ngôi làng ở miền nam Syria, một phần hành chính của Tỉnh Rif Dimashq, nằm về phía tây bắc của Damascus ở Wadi Barada. Các địa phương lân cận bao gồm Ain al-Fijah, Deir Qanun, al-Dimas, Jdeidat al-Wadi, Deir Muqaran và Kfeir al-Zayt. Theo Cục Thống kê Trung ương Syria, Basimah có dân số 2.812 người trong cuộc điều tra dân số năm 2004. Cư dân của nó chủ yếu là người Hồi giáo Sunni.